# Malcolm X Boulevard (Harlem)

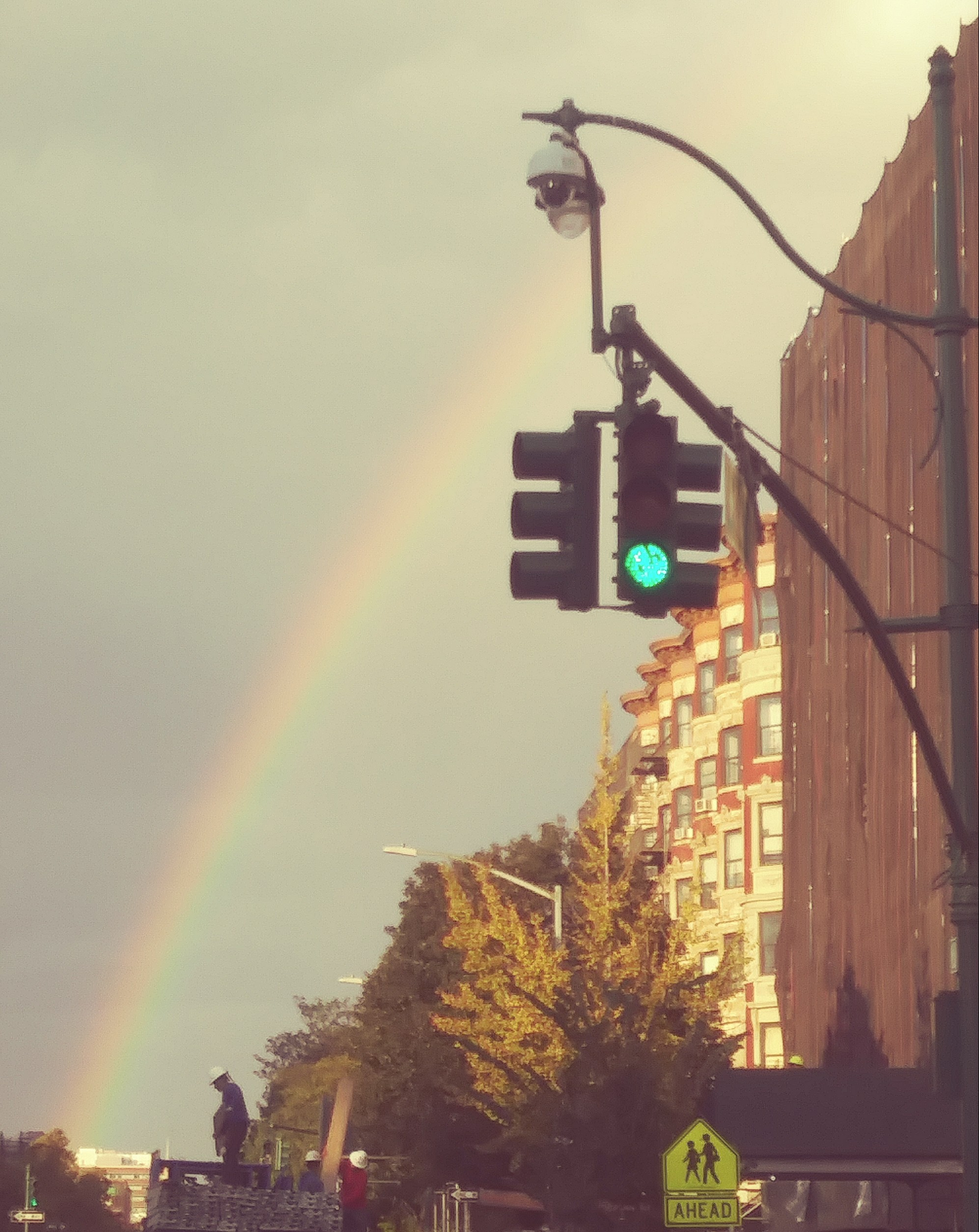
Arcoíris sobre Malcolm X Boulevard (vista al norte de Central Park North)

El Malcolm X Boulevard (antiguamente llamada Avenida Lenox ) es la principal ruta norte-sur que atraviesa Harlem en la parte superior del barrio de Manhattan en Nueva York. Esta vía de doble sentido va de la Farmer's Gate en Central Park North (Calle 110) a la Calle 147.
Originalmente parte de la Sexta Avenida, fue rebautizada a finales de 1887 en honor al filántropo James Lenox. En 1987, fue nombrado Malcolm X Boulevard, en honor del asesinado activista de los derechos civiles.
Otro Boulevard Malcolm X se encuentra en el barrio Bedford-Stuyvesant de Brooklyn.